# Duszniki-Zdrój

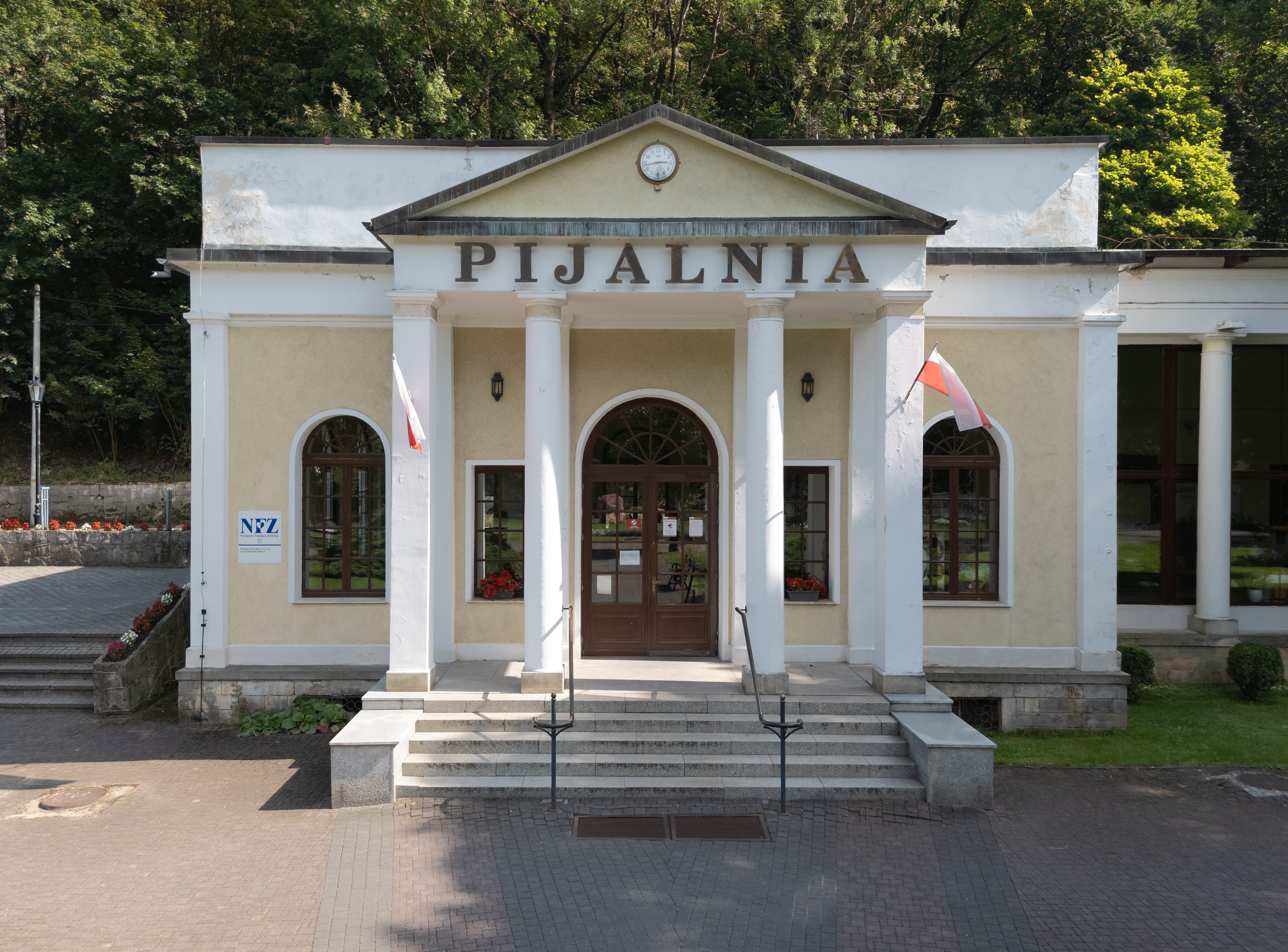
Park zdrojowy

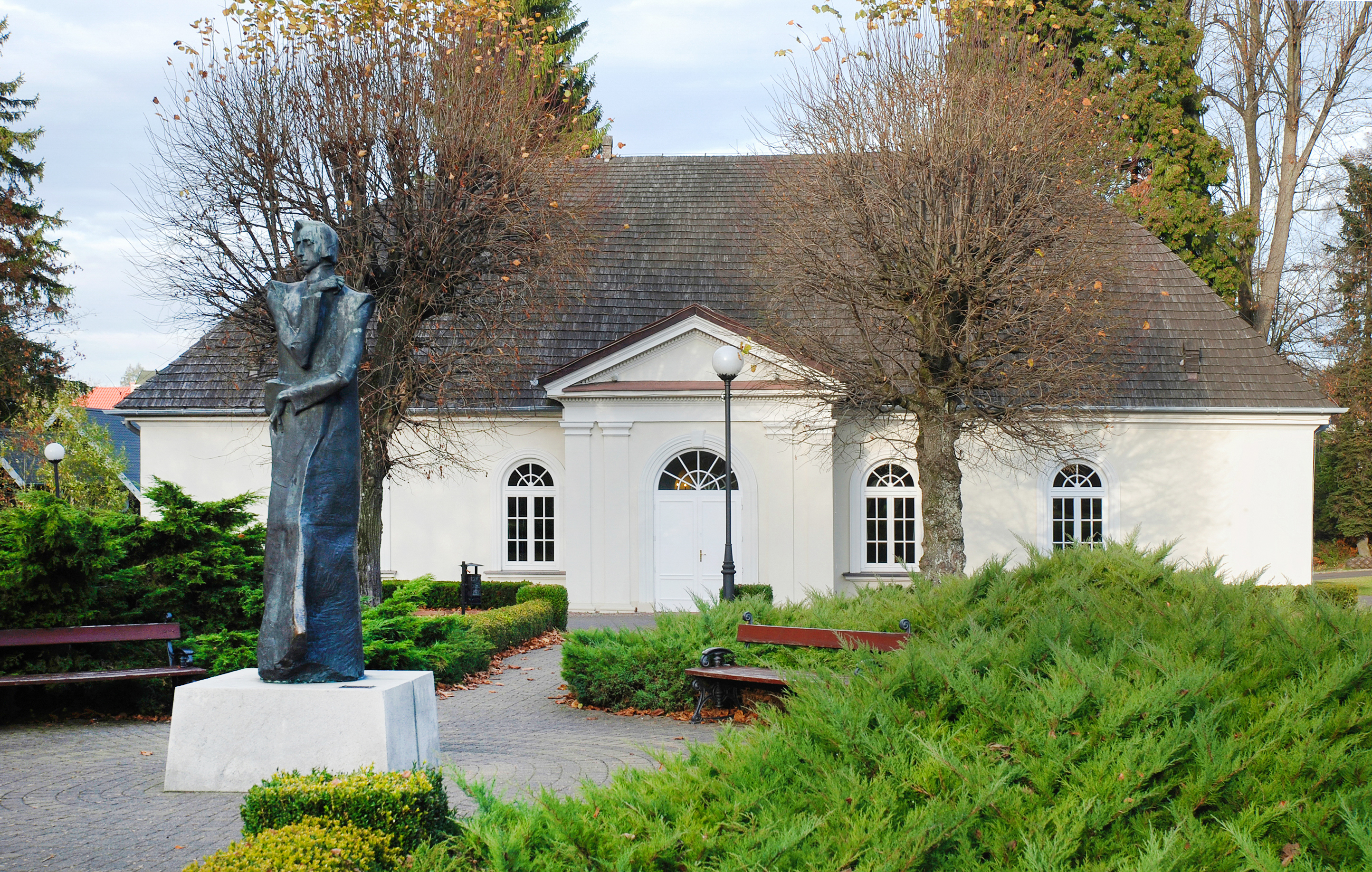
Teatr Zdrojowy im. Fryderyka Chopina (tzw. Dworek Chopina)

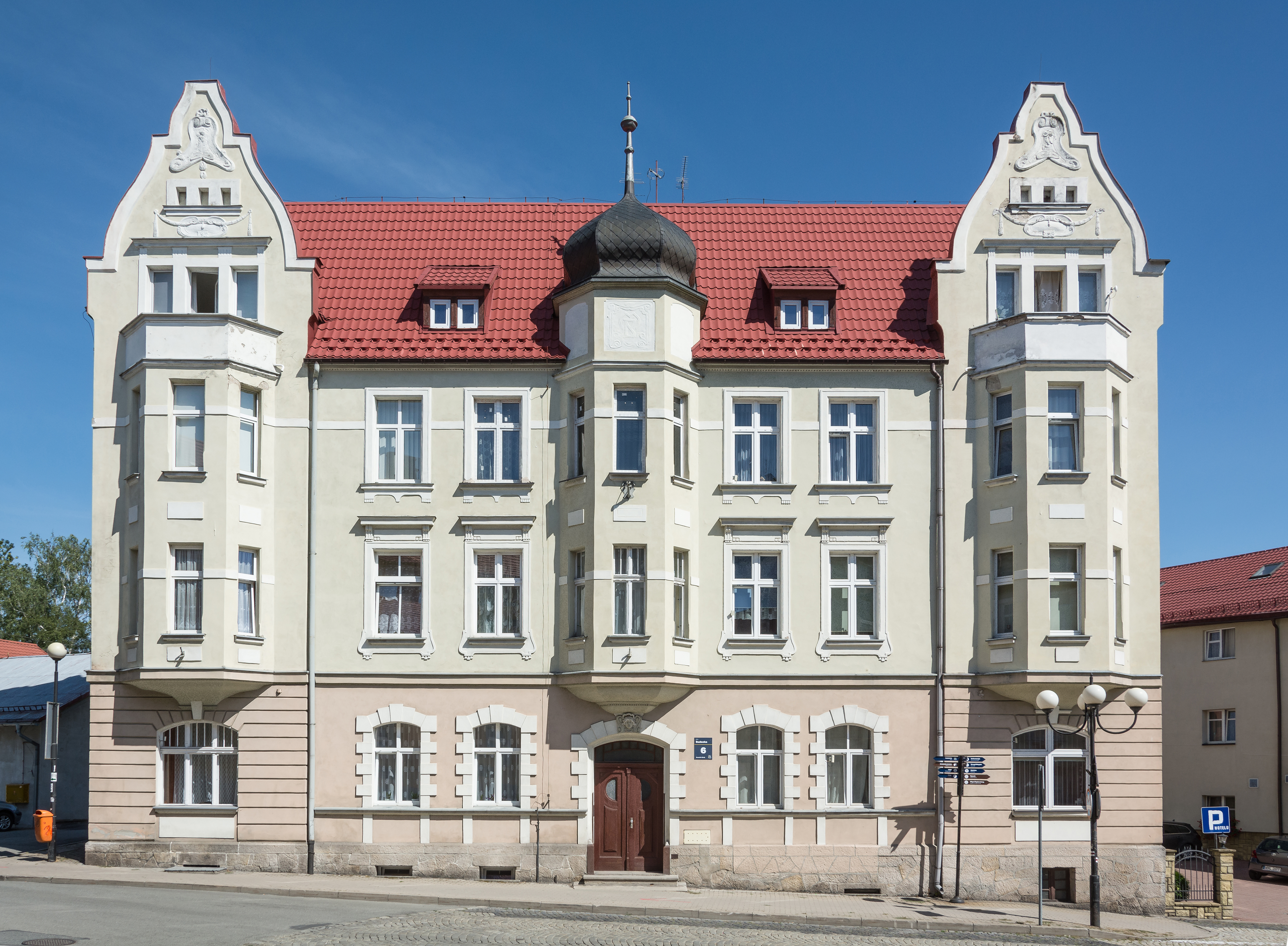
Dom przy ul. Sudeckiej 6

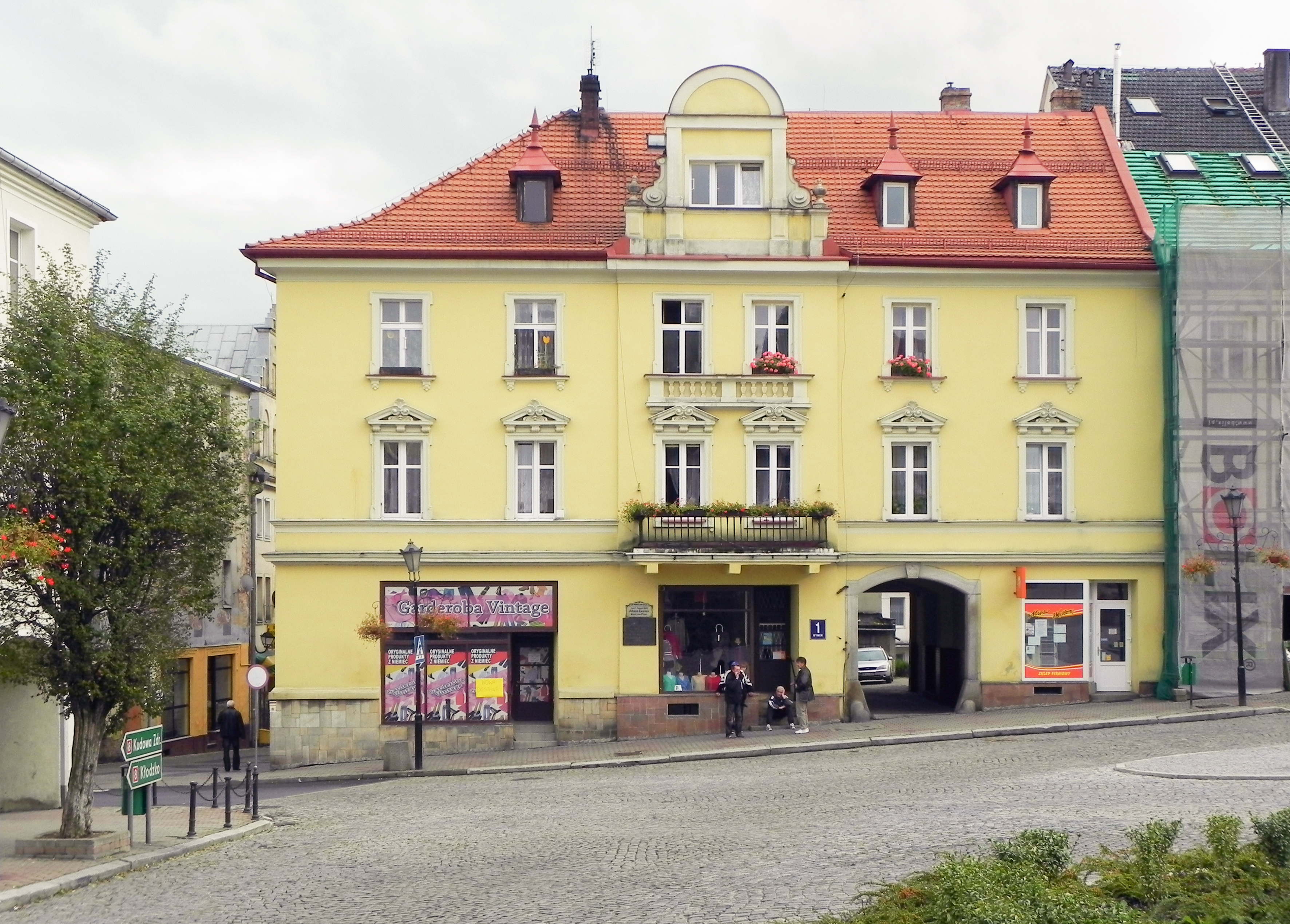
Kamienica przy Rynku, w której gościł król Jan II Kazimierz Waza

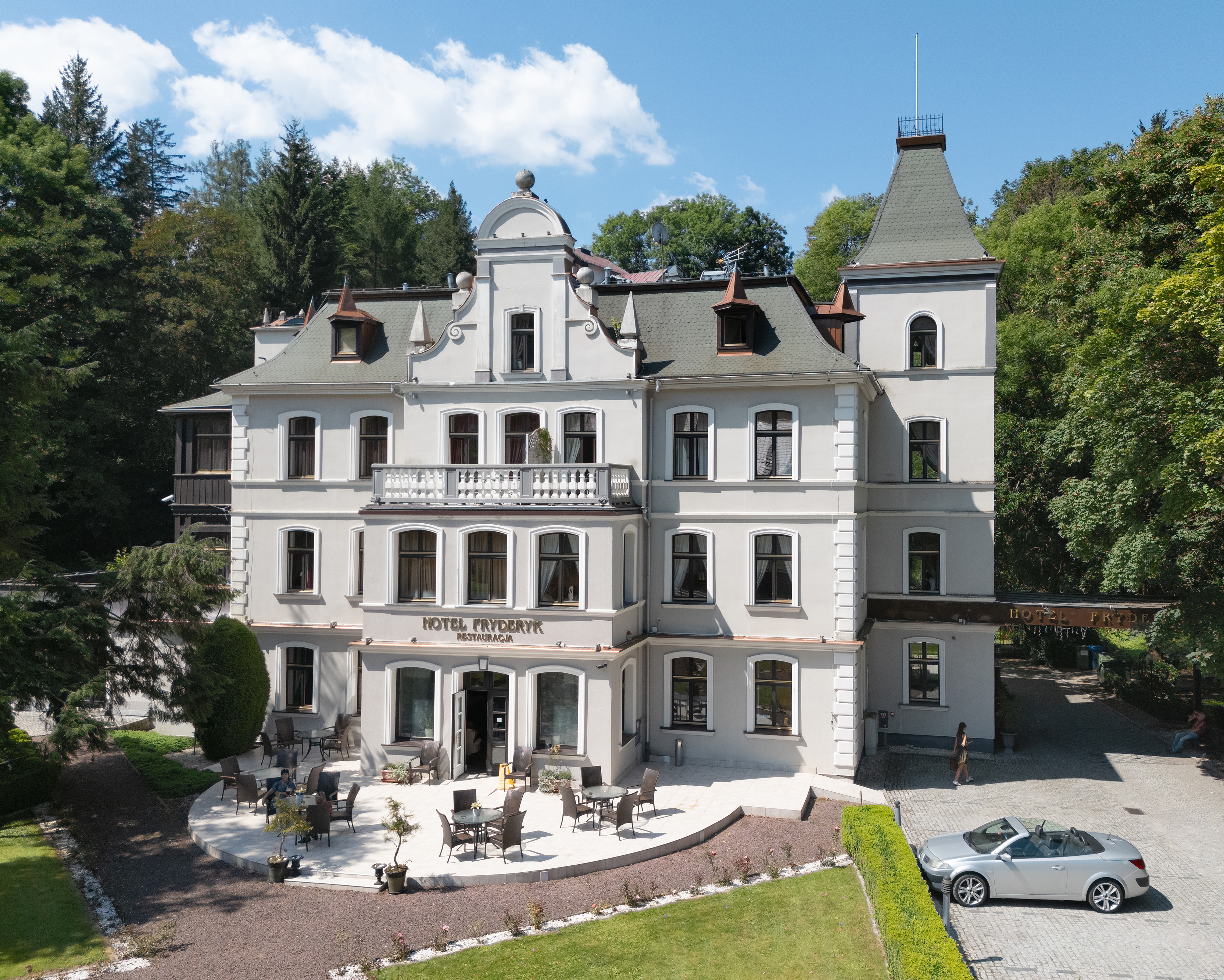
Hotel Fryderyk

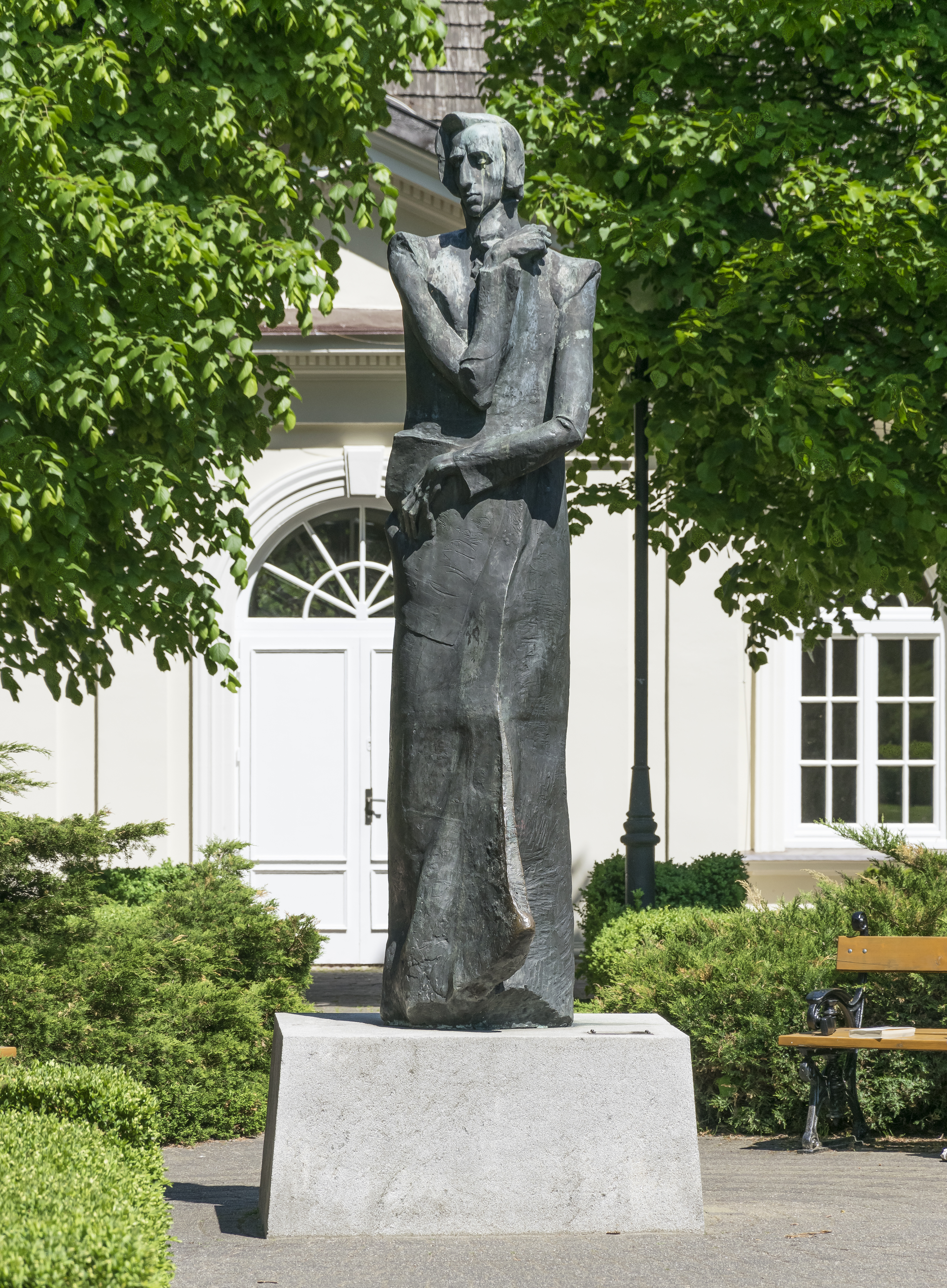
Pomnik Fryderyka Chopina

Duszniki-Zdrój (niem. Bad Reinerz, cz. Dušníky) – miasto uzdrowiskowe w województwie dolnośląskim, w powiecie kłodzkim, graniczące z Czechami. Historycznie miejscowość znajdowała się w hrabstwie kłodzkim. Położone w dolinie rzeki Bystrzycy Dusznickiej, oddzielającej Góry Orlickie od Gór Bystrzyckich.
Do 1951 r. miejscowość była siedzibą władz wiejskiej gminy Duszniki Zdrój.

## Położenie
Centrum Dusznik-Zdroju jest położone na wysokości 537 m n.p.m. Najwyżej położoną częścią miasta jest Zieleniec, który leży na wysokości 800–960 m n.p.m.
Sąsiednie gminy: Lewin Kłodzki, gmina Szczytna. Duszniki-Zdrój graniczą z Czechami (powiat Rychnov nad Kněžnou).
W latach 1975–1998 miasto administracyjnie należało do województwa wałbrzyskiego.
W Dusznikach-Zdroju nie utworzono jednostek pomocniczych miasta (takich jak osiedla lub dzielnice).
Urzędowo ustalono 6 części miasta: Dolina Strążycka, Graniczna, Kozicowa Hala, Podgórze, Wapienniki, Zieleniec.
Zwyczajowo wyróżnia się także: Stare Miasto, Zdrój, Osiedle Chopina. W ramach podziału katastralnego Miasta Duszniki-Zdrój wyróżnia się sześć obrębów ewidencyjnych: Centrum, Lasy, Podgórze, Wapienniki, Zdrój, Zieleniec.

## Toponimia
Polską nazwę Duśniki oraz niemiecką Reinerz w książce Krótki rys jeografii Szląska dla nauki początkowej wydanej w Głogówku w 1847 wymienił śląski pisarz Józef Lompa.
Niemiecka nazwa Reinerz jest dzierżawcza od imienia Reinhard.
Do 1945 r. stosowano poprzednią niemiecką nazwę Bad Reinerz. W 1946 r. ustalono urzędowo polską nazwę Duszniki Zdrój.

Nazwa miejscowości Duszniki-Zdrój pisana z łącznikiem (dywizem) jest nazwą urzędową, ustaloną przez Ministra Spraw Wewnętrznych i Administracji po zasięgnięciu opinii Komisji Nazw Miejscowości i Obiektów Fizjograficznych i opublikowaną w Dzienniku Ustaw. W 2004 r. Rada Języka Polskiego uchwaliła taki sposób zapisu wieloczłonowych nazw miejscowych. Forma nazwy pisana bez łącznika, tzn. „Duszniki Zdrój” jest natomiast formą potoczną.
Ponadto w nazwach dwuczłonowych odmieniają się oba człony, dlatego należy odmieniać zarówno nazwę, jak i określenie Zdrój. Brak odmiany predykatu Zdrój jest często spotykanym błędem nawet wśród samorządowców i dziennikarzy.

## Historia

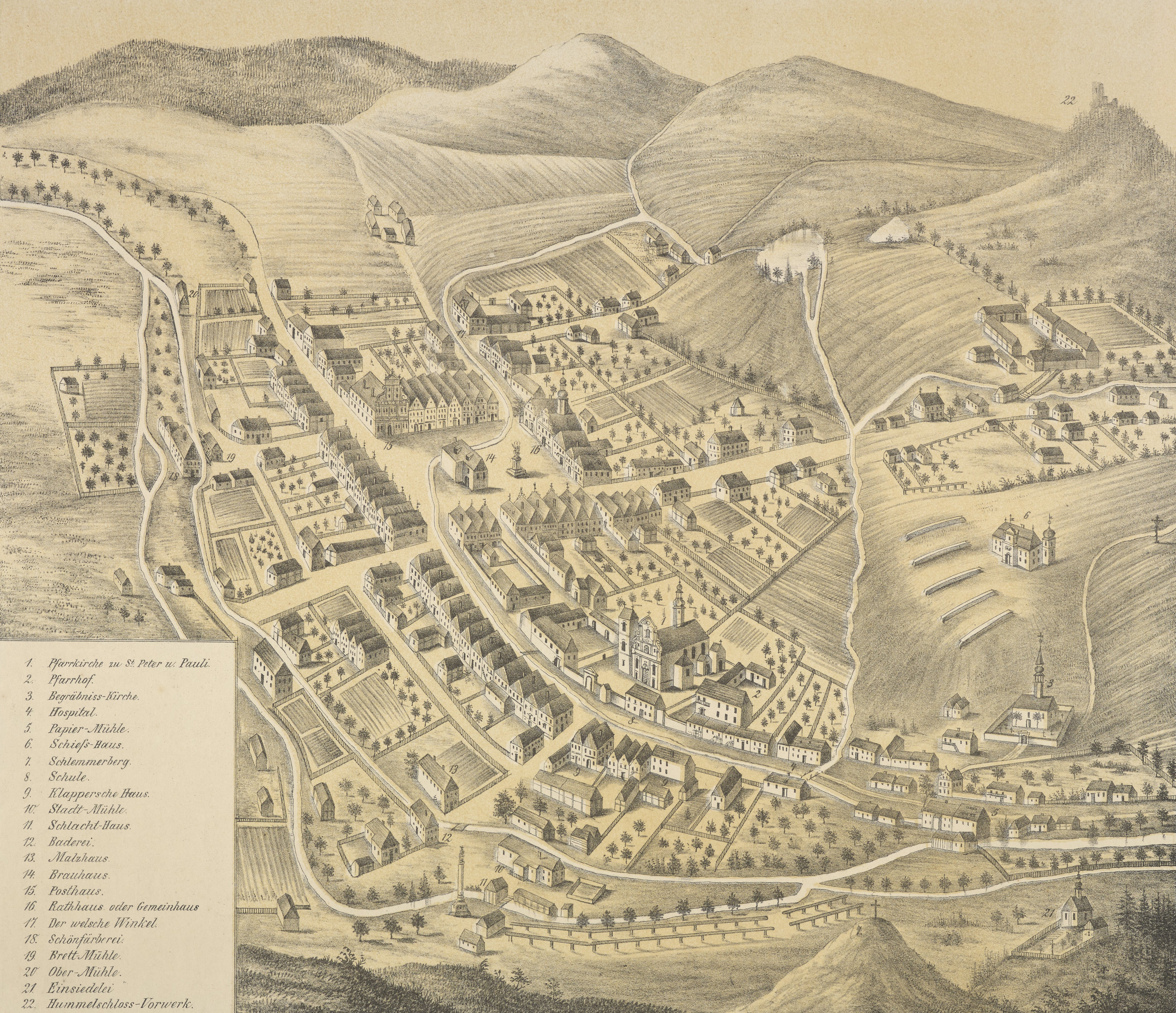
Widok miejscowości w 1737

Na przełomie X i XI wieku w rejonie miasteczka wzniesiono drewnianą warownię, siedzibę właścicieli okolicznych dóbr, rodu Panowiców. Później drewnianą budowlę zastąpiono murowanym zamkiem z wysoką wieżą. Pierwsze wzmianki o samym mieście pochodzą z 1324 r. W 1346 r. Duszniki otrzymały prawa miejskie w wyniku lokacji na prawie niemieckim. Zyski czerpało głównie z handlu i prawa składu towarów przewożonych szlakiem z głębi Królestwa Czech na Śląsk oraz wydobyciu rud żelaza. W 1477 r. miasto zostało włączone w obręb hrabstwa kłodzkiego.
Z XV wieku pochodzą pierwsze wzmianki o istnieniu źródła leczniczego „Zimny Zdrój”.
W okresie wojen religijnych zamek został zajęty i utrzymany przez husytów. Opuszczony w 1560 r. popadł w ruinę. Do dziś pozostały po nim resztki murów i fragment wieży. W połowie XIV wieku w Dusznikach rozwinęło się hutnictwo żelaza, złoża rud wyczerpały się jednak dość szybko. Pod koniec XVI wieku gwałtownie rozwijał się dusznicki handel oraz przemysł: tkacki i papierniczy, wzniesiono murowany kościół pod wezwaniem św. Piotra i Pawła. W 1584 r. został wzniesiony ratusz, a w 1562 r. (lub wcześniej) wybudowano budynek działającego do dzisiaj młyna papierniczego.
Wojna trzydziestoletnia wstrzymała rozwój miasta. Jego odrodzenie nastąpiło w drugiej połowie XVII wieku, kiedy miasto stało się ważnym ośrodkiem tkactwa, produkcji papieru i handlu suknem, a także uzdrowiskiem. 17 sierpnia 1669 r., po abdykacji w drodze do Francji, w Dusznikach zatrzymał się były król Polski Jan Kazimierz.
Po wojnach śląskich Bad Reinerz, jak i większość Śląska wszedł w terytorium Królestwa Prus.
W 1748 przeprowadzono pierwsze badania źródeł mineralnych. Od 1769 r. Duszniki stały się oficjalnym uzdrowiskiem poprzez wpisanie „Zimnego Zdroju” na listę źródeł leczniczych ówczesnych Prus. W 1777 r. we Wrocławiu opublikowano broszurę pt. Publiczne Uwiadomienie Zdroiów Zdrowych lub wód mineralnych leczących na Śląsku w Kodowie, Reynercu, Altwasser, Szarlotenbrun, Salcbrun i Flinsbergu się znaydujących, w której zawarto informacje obejmujące m.in. wyniki przeprowadzonych analiz, skład chemiczny wód oraz medyczne ich zastosowanie. Było to dokonane przez Dawida Vogla tłumaczenie wydanej również we Wrocławiu książeczki Johanna Gotfrieda Morgenbessera, wrocławskiego lekarza i chemika. Niemiecka wersja tej publikacji nie zachowała się w publicznych zbiorach, natomiast nieliczne polskie egzemplarze znajdują się w Bibliotece Uniwersytetu Warszawskiego i w Bibliotece Jagiellońskiej. Stanowią one obecnie ważne źródło do dziejów balneologii na ziemiach polskich.
W 1797 r. w prowizorycznie wzniesionej szopie w 6 wannach rozpoczęto leczenie kuracyjne w podgrzanej wodzie z „Zimnego Zdroju”. W tym samym roku odkryto „Letni Zdrój”, zwany obecnie „Pieniawa Chopina”. Wkrótce za miastem wybudowano (1802) pawilony, pierwsze urządzenia kąpielowe, „dom towarzyski” i pierwsze zajazdy. Na początku XIX wieku Duszniki stały się popularnym uzdrowiskiem w regionie. W 1817 r. odkryte zostało kolejne źródło „Źródło Ulryki”, obecnie zwane „Jan Kazimierz”. W sierpniu 1826 r. na kurację, wraz z matką i siostrami, przybył 16-letni Fryderyk Chopin, który dał dwa koncerty. Dochód z nich przeznaczony został na utrzymanie sierot. Koncerty uważa się za pierwsze zagraniczne występy młodego Fryderyka Chopina. W 1862 r. zostały wybudowane nowe łazienki (obecnie Zakład Przyrodoleczniczy), a w 1877 r. oddano do użytku palmiarnię wraz z salą koncertową (obecnie Pijalnia Zdrojowa).
W 1897 r. (inne źródła podają 1896 r.) w 60 rocznicę pobytu Fryderyka Chopina w Bad Reinerz odsłonięto pomnik z jego wizerunkiem na medalionie z brązu, wykonanym prawdopodobnie według rzeźby Stanisława Romana Lewandowskiego.
Ten pomnik diorytowy z brązową płaskorzeźbą F. Chopina ufundował Wiktor Magnus, z zawodu leśnik, rozmiłowany w jego muzyce. Pomnik dwumetrowej wysokości z brązowym medalionem przedstawiającym popiersie artysty i opisem w łacinie, tł. Fryderykowi Chopinowi, który w Dusznikach w 1826 r. swą sztuką prawdziwą i wysoką kulturą szlachetny duszy charakter w zaraniu młodości okazał, pomnik ten ku wiecznej rzeczy pamięci za pozwoleniem władz miejskich Polak Polakowi wystawił.
Wybudowana w latach 1890–1905 linia kolejowa ze stacją kolejową do Kudowy-Zdroju przyspieszyła rozwój Dusznik-Zdroju. W pierwszym etapie uruchomiono odcinek do Szczytnej (1890), w grudniu 1902 r. otwarto odcinek do Dusznik-Zdroju, w trzecim do Kudowy-Zdroju (lipiec 1905 r.). Między innymi istniejące źródła zostały w latach 1909–1910 pogłębione poprzez wykonanie odwiertów.
Władze niemieckie zostały wyparte z Bad Reinerz w 1945 r. przez oddziały 59 Armii 1 Frontu Ukraińskiego. 7 lutego 1953 r. na pl. Warszawy odsłonięto Pomnik Wdzięczności Armii Czerwonej. Pomnik ten został w 1990 roku zlikwidowany uchwałą Rady Miejskiej.
Po II wojnie światowej Duszniki przyznano Polsce. Dotychczasowa ludność miasta została wysiedlona do nowego terytorium Niemiec. Jako że Duszniki uniknęły zniszczeń wojennych, już w 1946 r. zorganizowano tu I Międzynarodowy Festiwal Chopinowski w Dusznikach-Zdroju, a dawne pensjonaty i hotele znacjonalizowano. W latach 1958–1962 zrekonstruowano stare ujęcia wód mineralnych (Pieniawa Chopina i Jan Kazimierz), wybudowano nowe oraz przeprowadzono remont kapitalny pijalni wód mineralnych. Na ich bazie podjęło działalność atrakcyjne przez cały rok wczasowisko i uzdrowisko, leczące choroby układu krążenia, układu krwiotwórczego i dróg oddechowych oraz choroby kobiece.
Pod koniec lat 60. funkcjonowało tu 7 ośrodków FWP („Barbara”, „Piastów Gród”, „Polonez”, „Rondo”, „Różanka”, „Słoneczna” i „Szarotka”), dysponujących w 21 budynkach ok. 1400 miejscami noclegowymi. Część z nich obok 14-dniowych turnusów wypoczynkowych prowadziła też 21-dniowe turnusy lecznicze. Większość budynków wyposażona była w świetlice z odbiornikami telewizyjnymi i biblioteki. Działała restauracja, bar mleczny, 5 kawiarń i klubokawiarnia FWP z dancingiem. Oprócz sali teatralnej i muszli koncertowej, w których w sierpniu regularnie już odbywały się Festiwale Chopinowskie, działało kino. Do dyspozycji gości stał szereg urządzeń sportowo-turystycznych: korty tenisowe, boiska do piłki nożnej i siatkówki. W zimie funkcjonowały lodowisko, tor saneczkowy i niewielka skocznia narciarska, a dla gości FWP wypożyczalnia zimowego sprzętu sportowego.
W następnych latach nadal pracowano nad nowymi odwiertami źródeł (lata 1965–1973). Najgłębszy dotychczas odwiert tzw. Nr 39 został wykonany w 1993 i ma głębokość 180 metrów. W mieście działały niewielkie zakłady przemysłu chemicznego i szklarskiego oraz Zakłady Elektrotechniki Motoryzacyjnej „Polmo”.
W 1968 r. w starym młynie papierniczym powstało Muzeum Papiernictwa gromadzące eksponaty dotyczące historii papiernictwa i rozwoju przemysłu papierniczego. W 1971 r. uruchomiono czerpalnię papieru, gdzie do tej pory odbywa się produkcja papieru metodami tradycyjnymi. W 2011 r. młyn papierniczy uzyskał status Pomnika Historii, a w 2019 r. stał się kandydatem Rzeczypospolitej Polskiej do wpisu na listę dziedzictwa kulturowego UNESCO.
W 1976 r. odsłonięto drugi pomnik F. Chopina.
W 1998 r. Duszniki-Zdrój zniszczyła powódź. Szczególnie ucierpiała część zdrojowa z zabytkowym Parkiem Zdrojowym. Obecnie skutki powodzi zostały usunięte, a muzeum papiernictwa, park i położony w nim tzw. Dworek Chopina są starannie odnowione. W parku przebudowano grającą, kolorową fontannę (czynną w soboty i niedziele po zmroku), a nad potokiem zrekonstruowano w 1999 r. zadaszone mostki wykonane według dawnych zdjęć.

## Zabytki
W wojewódzkim rejestrze zabytków na liście zabytków wpisane są obiekty:
- miasto
- kościół par. pw. śś. Piotra i Pawła, z XVII w., ul. Kłodzka 13, renesansowo-barokowy kościół z bogatym wystrojem wnętrz i unikatową amboną w kształcie wieloryba
- dawny kościół ewangelicki, obecnie polskokatolicki, parafialny pw. MB Różańcowej, ul. J.Słowackiego, z lat 1845–1846
- kaplica pustelnika, z XVIII w., dawna kaplica Świętej Trójcy – pierwotnie pustelnia, później zamieniona na kaplicę nagrobną rodu Fraise, przez pewien czas Muzeum Festiwali Chopinowskich
- kaplica na Górze Pustelnika, z XVIII w.
- park zdrojowy, z pocz. XIX w., zmiany w drugiej połowy XIX w.
  - Teatr Zdrojowy im. Fryderyka Chopina (tzw. Dworek Chopina), w parku zdrojowym, z XIX w., drewniany dworek wybudowany w latach 1802–1805 jako dom towarzyski. W 1826 koncertował w nim Fryderyk Chopin. Obecnie odbywają się w nim liczne koncerty fortepianowe, przedstawienia teatralne i koncerty zdrojowe, a także Festiwal Chopinowski.
- zabytki przy rynku:
  - dom, w którym gościł król Polski Jan II Kazimierz Waza, Rynek 1, z XVII w., XX w.
  - dom, Rynek 3, z drugiej połowy XIX w.
  - dom, Rynek 5, z XVIII w., XX w.
  - ratusz, dawniej kamienica mieszkalna, z XVI w., XIX w., Rynek 6
  - dom, Rynek 9, z XVII w.
  - dom, Rynek 10/11, z drugiej połowy XVIII w.
- dom, ul. Kłodzka 2, z XVIII w., XIX w., XX w.
- dom, ul. Kłodzka 12, z XVII – XX w.
- pensjonat „Słoneczna”, ul. Krakowska 6, z lat 1900–1910
- dom, ul. Krakowska 12, z 1910 r.
- dom, ul. Juliusza Słowackiego 1, z 1900 r.
- gospoda, ob. dom, ul. Słowackiego 2, z 1598 r., XIX – XX w.
- szpital, ul. Sprzymierzonych 11, z 1891 r.
- dom, ul. Sudecka 3, z 3 ćwierci XIX w.
- dom, ul. Sudecka 6, z końca XIX w.
- dom, pl. Warszawy 4, z 1715 r., z przełomu XIX i XX w.
- dawna Willa Schmidt, ob. Hotel Fryderyk, ul. Wojska Polskiego 10, z 1862 r.,
- kuźnia, nad rzeką Bystrzycą, z XVII w.
- młyn – papiernia, drewn., z 1605 r., 1709, XX w., obecnie Muzeum Papiernictwa (pomnik historii)
  - otoczenie młyna.

Inne zabytki:
- renesansowy rynek,
  - figura wotywna Matki Bożej z Dzieciątkiem w rynku – postawiona w 1725 r. jako dar wotywny za uratowanie miasta od zarazy,
  - niemiecka tablica upamiętniająca pobyt króla Jana Kazimierza,
- kościół pw. Najświętszego Serca Pana Jezusa, tak zwany kościół zdrojowy,
- klasztor franciszkański – 1925–1926 jako klasztor i jednocześnie dom wypoczynkowy dla braci z całej prowincji Śląsk,
- Pomnik diorytowy z brązową płaskorzeźbą F. Chopina – ufundowany w 1897 r. przez Wiktora Magnusa,
- pomnik upamiętniający Ludwika Zamehofa przy ul. Zdrojowej,
- eklektyczna stacja meteo w części zdrojowej,
- ruiny zamku Homole.
- Cmentarz wojenny żołnierzy Wojny prusko-austriackiej wraz z pomnikiem, na którym był napis Preussens und Oesterreichs Helden 1866[20].

## Demografia
Według danych Głównego Urzędu Statystycznego 1 stycznia 2023 r. miasto liczyło 4090 mieszkańców (625. miejsce w kraju). Powierzchnia wynosiła 22,28 km² (260. miejsce w kraju), natomiast gęstość zaludnienia 183,6 osób/km².
Według danych z 31 grudnia 2016 r. gmina miejska miała 4745 mieszkańców, co stanowiło 2,9% ludności powiatu. Gęstość zaludnienia wynosi 213,0 osoby na km².
Dane z 31 grudnia 2016:
| Opis      | Ogółem | Ogółem | Kobiety | Kobiety | Mężczyźni | Mężczyźni |
| --------- | ------ | ------ | ------- | ------- | --------- | --------- |
| Jednostka | osób   | %      | osób    | %       | osób      | %         |
| Populacja | 4745   | 100    | 2531    | 53,34   | 2214      | 46,66     |

Piramida wieku mieszkańców Dusznik-Zdroju w 2014 r.

## Gospodarka
Głównie turystyka; całoroczna baza uzdrowiskowa i turystyczna. Także pijalnia wód mineralnych, papiernia, stacja kolejowa. Drobny przemysł, Zakłady Elektrotechniki Motoryzacyjnej, papier czerpany metodą ręczną.
Uzdrowisko od 1769 r. Wody mineralne to szczawy alkaliczne i żelaziste. Leczenie uzdrowiskowe jest bodźcowe, to znaczy uruchamia rezerwy, zmusza organizm do wysiłku, mobilizuje system obronny. Duszniki mają silnie bodźcowy klimat mocno pobudzający produkcję czerwonych ciałek krwi. Balneo- i fizykoterapią leczy się schorzenia kardiologiczne i gastrologiczne. Duszniki słyną również z kąpieli igliwiowych. Kąpiele borowinowe pomagają na kobiece dolegliwości, łącznie z niepłodnością.
W Dusznikach znajduje się również Centrum Diagnostyki i Leczenia Osteoporozy z nowoczesnym sprzętem.
Duszniki posiadają połączenie kolejowe z Kłodzkiem (linia otwarta na początku grudnia 1902) i Kudową-Zdrojem (linia otwarta 10 lipca 1905).

## Turystyka

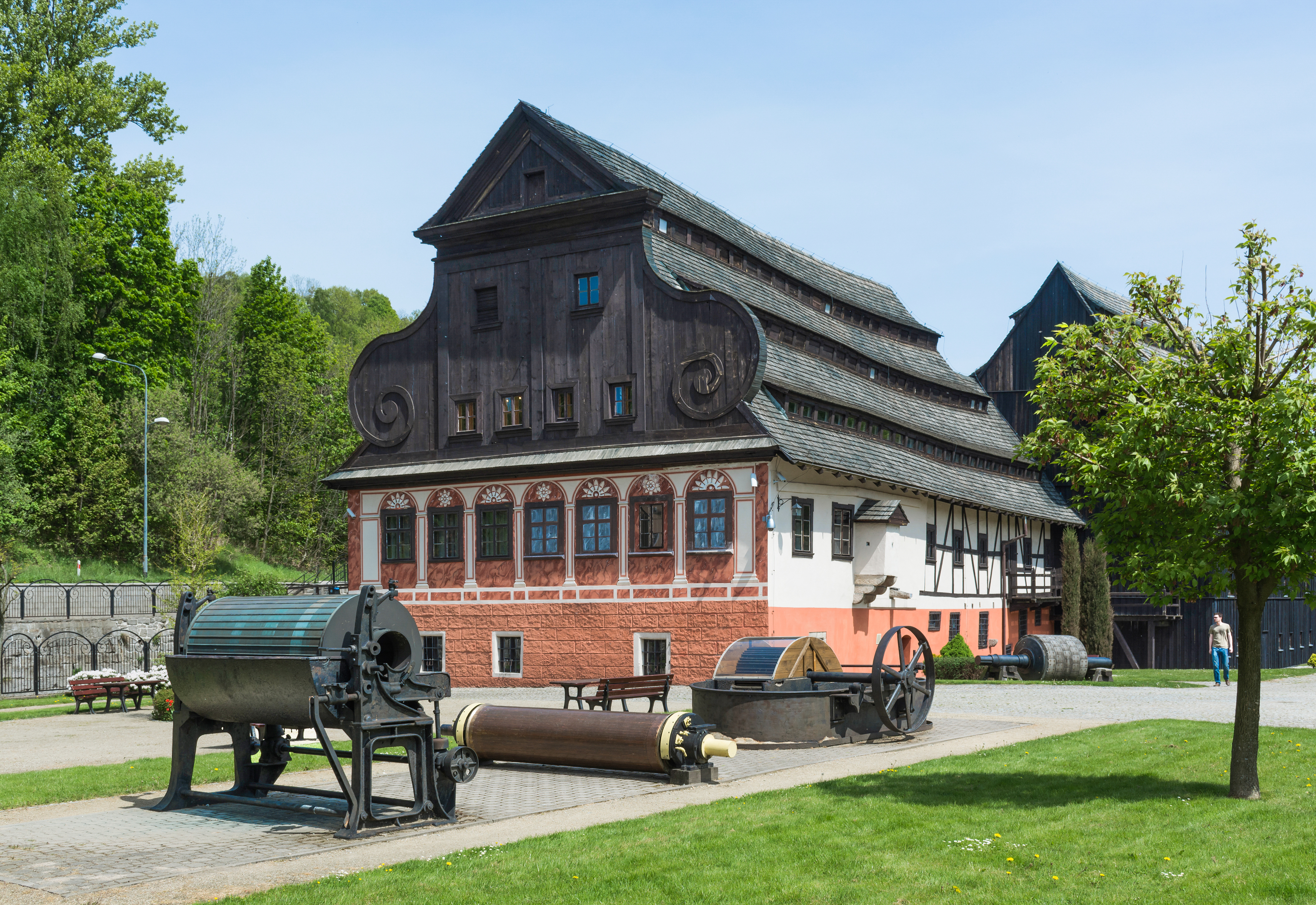
Muzeum Papiernictwa

Ważną atrakcją Dusznik-Zdroju jest odbywający się corocznie z początkiem sierpnia Międzynarodowy Festiwal Chopinowski w Dusznikach-Zdroju. Na terenie gminy znajduje się ośrodek biathlonowy Centrum Polskiego Biathlonu Jamrozowa Polana. W pobliżu miasta unikatowy rezerwat Torfowisko pod Zieleńcem z roślinnością typową dla tundry. Doskonały punkt wypadowy dla wycieczek w Góry Stołowe, na Szczeliniec Wielki, w Góry Orlickie oraz Góry Bystrzyckie, do rezerwatu Błędne Skały oraz Wambierzyc.

### Szlaki turystyczne
- Kudowa-Zdrój – Dańczów – Przełęcz Lewińska – Grodczyn – Duszniki-Zdrój – Droga Sudecka – Zieleniec – Lasówka – Schronisko PTTK „Jagodna” (Przełęcz Spalona) – Ponikwa – Długopole-Zdrój (Główny Szlak Sudecki)
- Karłów – Narożnik – Kopa Śmierci – Skały Puchacza – Łężyce – Duszniki-Zdrój – Schronisko PTTK „Pod Muflonem” – Biesiec – Schronisko PTTK „Jagodna” (Przełęcz Spalona)
- droga Szklary-Samborowice – Jagielno – Przeworno – Gromnik – Biały Kościół – Żelowice – Ostra Góra – Niemcza – Gilów – Piława Dolna – Góra Parkowa – Bielawa – Kalenica – Nowa Ruda – Przełęcz pod Krępcem – Tłumaczów – Radków – Skalne Wrota – Pasterka – Przełęcz między Szczelińcem Wlk. a Szczelińcem Małym – Karłów – Lisia Przełęcz – Białe Skały – Skalne Grzyby – Batorów – Skała Józefa – Złotno – Duszniki-Zdrój – Schronisko PTTK „Pod Muflonem” – Stare Bobrowniki – Nowe Bobrowniki – Szczytna – Zamek Leśna – Polanica-Zdrój – Przełęcz Sokołowska – Łomnicka Równia – Huta – Bystrzyca Kłodzka – Igliczna – Międzygórze – Przełęcz Puchacza[24]

## Sport
- Duszniki Arena – jeden z największych i najnowocześniejszych ośrodków sportów zimowych w Polsce, będąc także jedynym w pełni profesjonalnym obiektem biatlonowym[25].
- W 2021 roku w Dusznikach-Zdroju odbyły się Mistrzostwa Europy w Biathlonie[26].

## Administracja i samorząd

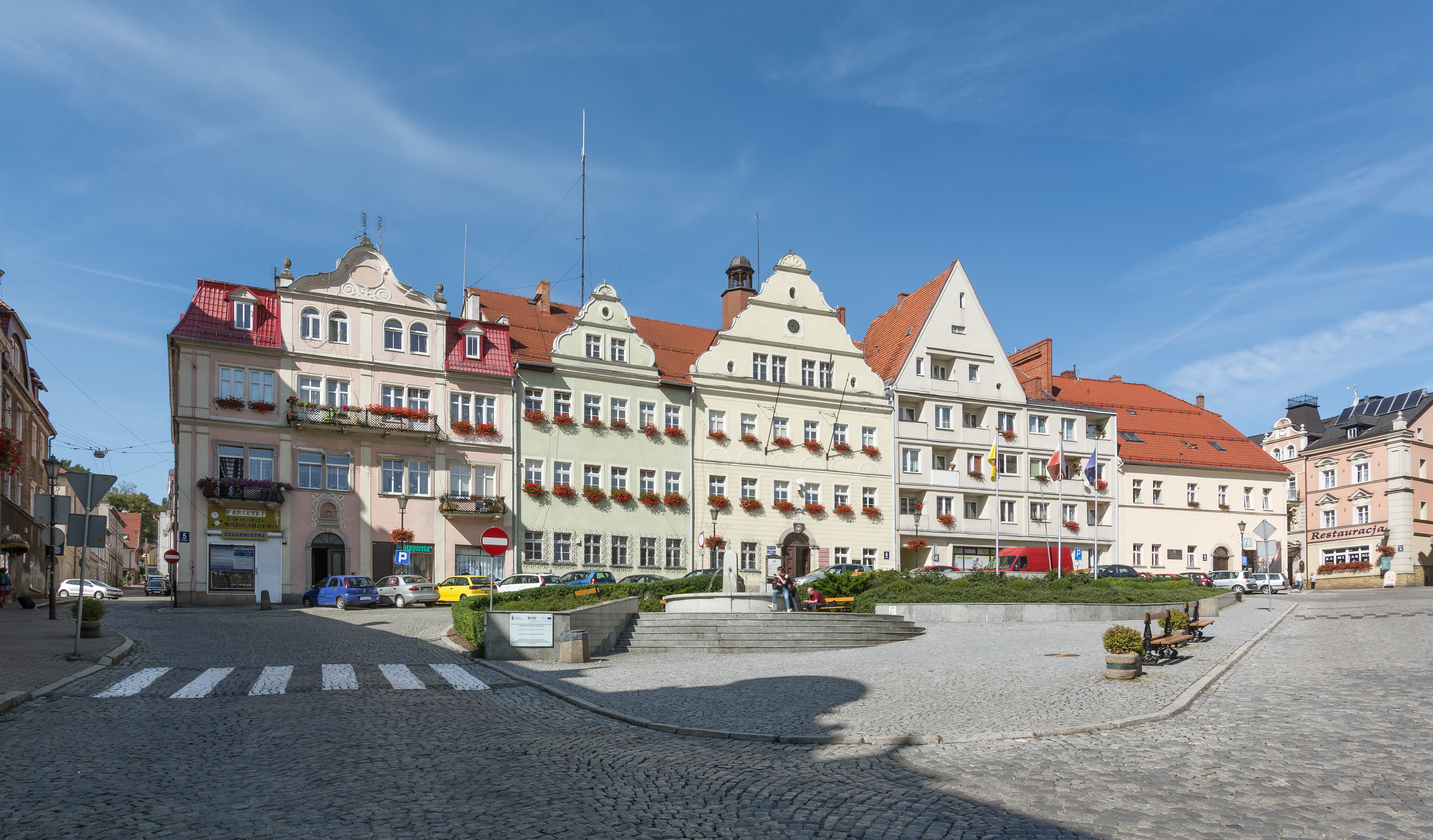
Rynek z ratuszem

Duszniki-Zdrój mają status gminy miejskiej. Mieszkańcy wybierają do swojej Rady Miejskiej w Dusznikach-Zdroju 15 radnych. Organem wykonawczym władz jest Burmistrz Dusznik-Zdroju. Siedzibą władz miasta jest ratusz, znajdujący się na rynku.
| Lata      | Burmistrzowie Dusznik-Zdroju (od 1990) |
| --------- | -------------------------------------- |
| 1990–1994 | Bogdan Berczyński                      |
| 1994–2002 | Grzegorz Średziński                    |
| 2002–2006 | Bolesław Krawczyk                      |
| 2006–2010 | Grzegorz Średziński                    |
| 2010–2014 | Andrzej Rymarczyk                      |
| 2014–2023 | Piotr Lewandowski                      |
| 2023–2024 | Grzegorz Jung (pełniący obowiązki)     |
| 2024–     | Przemysław Kuklis (pełniący obowiązki) |

## Wspólnoty wyznaniowe
- Kościół rzymskokatolicki:

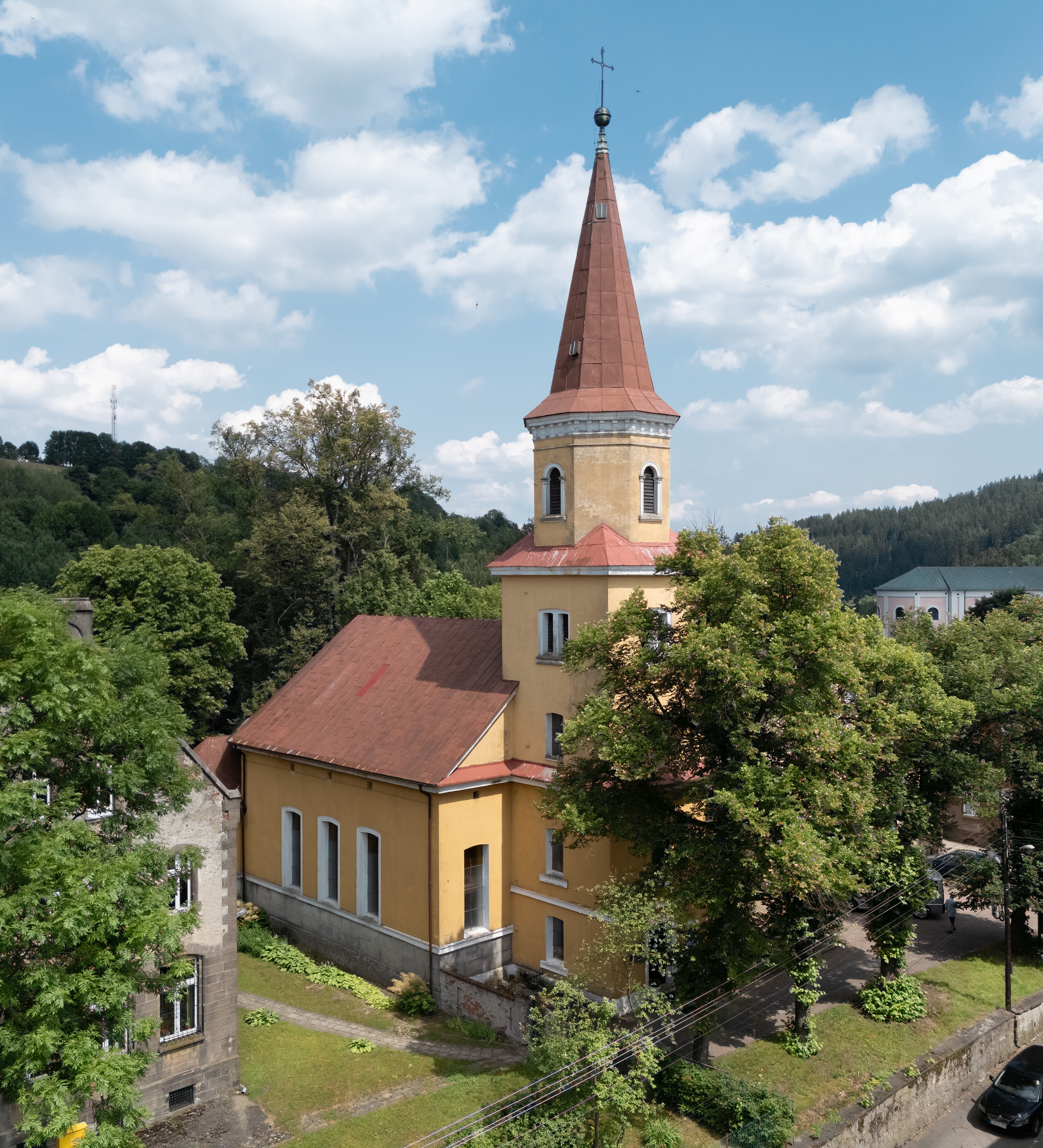
Kościół polskokatolicki Matki Bożej Różańcowej

  - parafia św. Franciszka z Asyżu i św. Leonarda
  - parafia Świętych Apostołów Piotra i Pawła
- Kościół polskokatolicki:
  - parafia Matki Bożej Różańcowej[29]
- Świadkowie Jehowy:
  - zbór Szczytna-Duszniki (Sala Królestwa ul. Słowackiego 2 lok. 1C)[30][31]

## Współpraca międzynarodowa
Miasta i gminy partnerskie:
- Audun-le-Tiche
- Bad Sulza
- Deštné v Orlických horách
- Hoya
- Nové Město nad Metují
- Olešnice v Orlických horách
- Sedloňov
- Trzcianka
- Orlické Záhoří